# Akronychisch

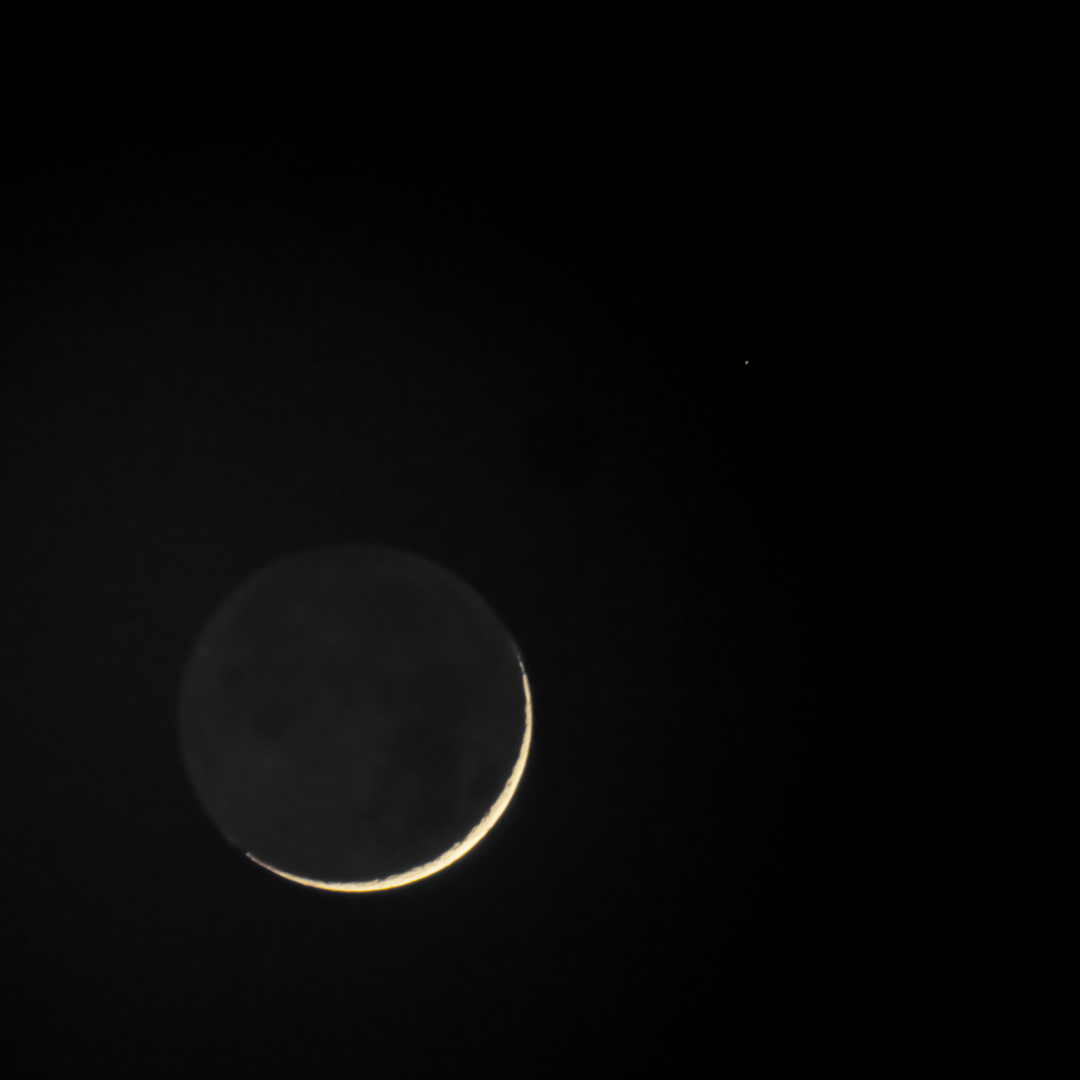
Akronychischer Untergang des Neulichts im Sternbild Widder am 21. April 2023 beim Abenderst, rechts oberhalb des Mondes der Stern Botein (δ Arietis). Höhenwinkel 4,5 Bogengrad, Mondsichel 3 Prozent mit Erdschein, Mondalter 1,7 Tage.

Das Adjektiv akronychisch (auch akronych, akronyktisch; von altgriechisch ἀκρόνυχος akrónychos oder ἀκρονύκτιος akronýktios „zu Beginn der Nacht“, zu ἄκρας νυκτός ákras nuktós „am äußersten Rand der Nacht“) wird astronomischen Ereignissen beigefügt, die in der Abenddämmerung stattfinden. Im Besonderen handelt es sich dabei um den Untergang eines Sterns.
Die scheinbare Helligkeit des Himmelskörpers und die Dauer der Dämmerung bestimmen, an welchem Tage ein im Westen untergehender Stern oder Planet letztmals („Abendletzt“) beziehungsweise ein im Osten aufgehender innerer Planet oder der im Westen untergehende Mond erstmals („Abenderst“) mit bloßem Auge in der Abenddämmerung erkennbar ist. Der gegenteilige, auf die Morgendämmerung bezogene Begriff ist heliakisch (auch „Morgenerst“ und „Morgenletzt“).

## Akronychischer Auf- und Untergang

### Relativbewegung zwischen Sonne und Sternen
Da die Erde die Sonne einmal im Jahr umrundet, bewegt sich die Sonne von der Erde aus gesehen einmal im Jahr auf der Ekliptik durch den Sternenhimmel. Die Differenz der Untergangszeit (/Aufgangszeit) der Sterne zu der der Sonne erhöht sich täglich um etwa vier Minuten. Ein akronychisch untergehender Stern, den die Sonne gerade scheinbar am Himmel passiert, geht nach ihrem Untergang unter.
Sein Abtauchen unter den Horizont ist mit bloßem Auge nur einige Tage vor der Passage in der Abenddämmerung erkennbar. Der Stern geht dann später unter als die Sonne. Der Himmel ist nicht mehr vom Sonnenlicht überstrahlt. Ein akronychisch aufgehender Stern, der annähernd in Opposition zur Sonne steht, geht auf, nachdem diese untergegangen ist.

### Akronychische Kulmination sowie akronychische Auf- und Untergänge bestimmter Sterne
Kulmination ist in der Astronomie der Zeitpunkt, zu dem ein Himmelsobjekt in seiner täglichen Bewegung die größte Höhe (obere Kulmination) beziehungsweise die kleinste Höhe (untere Kulmination) über dem Horizont erreicht. Bei der akronychischen oberen Kulmination erreichen Sterne in der Abenddämmerung ihren Scheitelpunkt („Zenit“ der Bahn), bei der akronychischen unteren Kulmination entsprechend den Tiefststand am Himmel.
In der altägyptischen Astronomie wurde den akronychischen Kulminationen und Untergängen der Dekan-Sterne große Bedeutung beigemessen. Im Alten Ägypten nahmen die Dekan-Sterne mythologisch die Rolle von Götterboten ein, die entweder als Feinde oder Freunde der Sonne fungierten. In Sumer, Assyrien und Babylonien übernahmen einige Sterne mit ihrem akronychischen Aufgang wichtige Funktionen als Signalgeber für den landwirtschaftlichen Kalender. So wurde beispielsweise der abendliche Aufgang des Sirius beobachtet, um den richtigen Zeitpunkt des Schaltmonates im Mondkalender zu bestimmen.

### Akronychische Untergänge der Venus
Die scheinbare Relativbewegung zwischen Sonne und Planeten ist nur bei den oberen Planeten ähnlich wie bei den Sternen (aber rückläufige Bewegung / Planetenschleife, wenn sich diese in Opposition zur Sonne befinden). Gänzlich anders sind die Verhältnisse bei den unteren Planeten Merkur und Venus, von denen die akronychischen und heliakischen Ereignisse der Venus wegen derer großen Helligkeit die bedeutenderen sind.
Die Venus (und der Merkur) wird nicht wie die Sterne und die oberen Planeten periodisch von der Sonne am Himmel scheinbar überholt. Sie pendelt beidseits vor der Sonne hin und her, wobei sie bei ihren größten Ausschlägen (Elongationen) maximal für etwa vier Stunden abwechselnd am Abend- und am Morgenhimmel, aber niemals in der Mitte der Nacht (Opposition zur Sonne findet nicht statt) zu sehen ist.
Ihre Sichtbarkeit als Abendstern wird von zwei akronychischen Untergängen begrenzt, einem erstmals und einem letztmals sichtbaren. In den Wochen dazwischen geschieht ihr Untergang in den ersten Nachtstunden. Bei den Sternen gibt es im Jahr immer nur einen letztmals sichtbaren akronychischen Untergang im Westen.

### Akronychischer Untergang des Mondes
So wie die Sonne die Sterne einmal im Jahr überholt, wird diese vom Mond einmal im Monat überholt. Das bedeutet, dass der zunehmende Mond später untergeht als die Sonne, nachdem er diese überholt hat. Kurz nach dem Überholen sieht man ihn erstmals in der Abenddämmerung im Westen untergehen, was auch als das Abenderst des Mondes bezeichnet wird. An diesem Tag zeigt der Mond sein Neulicht. Der Mond hat kein „Abendletzt“, da er nie akronychisch untergeht, sondern heliakisch („Morgenletzt“) aufgeht.

### Akronychischer Untergang der Sterne
Bei den Sternen gibt es keinen erstmals, sondern immer nur einen letztmals sichtbaren akronychischen Untergang im Westen pro Jahr.